# Федеральное агентство (Россия)
Федера́льное аге́нтство —  разновидность федерального органа исполнительной власти России, осуществляющего в установленной сфере деятельности функции по оказанию государственных услуг, по управлению государственным имуществом и правоприменительные функции, за исключением функций по контролю и надзору.
Статус федеральных агентств упорядочен в 2004 году в результате административной реформы.
Большинство федеральных агентств находятся в ведении соответствующих федеральных министерств, но некоторые напрямую подчиняются Президенту или Правительству .

## Список федеральных агентств России
(в соответствии со структурой федеральных органов исполнительной власти России, утверждённой указом Президента России от 11 мая 2024 г. № 326 (ред. от 17.06.2024)
- Федеральное агентство по делам Содружества Независимых Государств, соотечественников, проживающих за рубежом, и по международному гуманитарному сотрудничеству (подведомственно МИДу России)
- Федеральное архивное агентство (подчинена непосредственно Президенту России)
- Федеральное медико-биологическое агентство (подчинено непосредственно Президенту России)
- Главное управление специальных программ Президента Российской Федерации (подчинена непосредственно Президенту России)
- Управление делами Президента Российской Федерации (подчинена непосредственно Президенту России)
- Федеральное агентство водных ресурсов (подведомственно Минприроды России)
- Федеральное агентство лесного хозяйства (подведомственно Минприроды России)
- Федеральное агентство по недропользованию (подведомственно Минприроды России)
- Федеральное агентство по техническому регулированию и метрологии (подведомственно Минпромторгу России)
- Федеральное агентство по рыболовству (подведомственно Минсельхозу России)
- Федеральное агентство воздушного транспорта (подведомственно Минтрансу России)
- Федеральное дорожное агентство (подведомственно Минтрансу России)
- Федеральное агентство железнодорожного транспорта (подведомственно Минтрансу России)
- Федеральное агентство морского и речного транспорта (подведомственно Минтрансу России)
- Федеральное агентство по управлению государственным имуществом (подведомственно Минфину России)
- Федеральное агентство по государственным резервам (подчинено непосредственно Правительству России)
- Федеральное агентство по делам молодежи (подчинено непосредственно Правительству России)
- Федеральное агентство по делам национальностей (подчинено непосредственно Правительству России).
Федеральные агентства в системе исполнительной власти в Российской Федерации (выделены жирной черной линией)